# Westland Whirlwind
Il Westland Whirlwind (letteralmente Mulinello, tromba d'aria) era un cacciabombardiere monoposto e bimotore prodotto dall'azienda britannica Westland Aircraft negli anni quaranta ed impiegato durante la seconda guerra mondiale.
Pur mostrando buon potenzialità non ebbe largo impiego operativo nella RAF, prevalentemente a causa di problemi di messa a punto dei motori.

## Storia del progetto

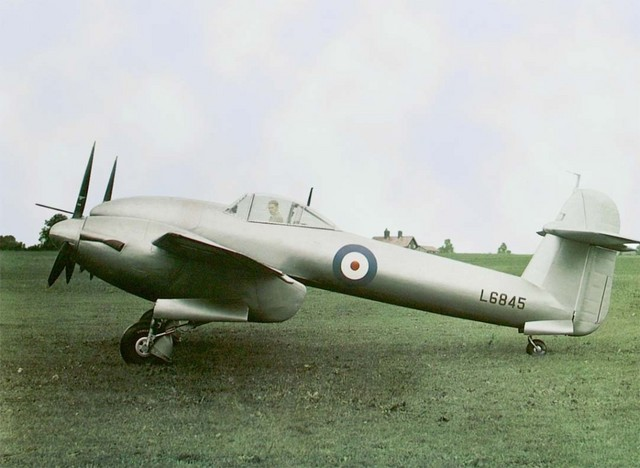
Il secondo prototipo del Whirlwind.

Il progetto del Whirlwind nacque in risposta alla specifica F.37/35 emessa dall'Air Ministry per la produzione di un aereo da caccia, ognitempo, armato espressamente con cannoncini automatici.
Tra le proposte pervenute (tra le quali una versione dell'Hurricane ed una dello Spitfire), venne proclamato vincitore il Westland P.9, che venne appunto denominato Whirlwind.
Il primo dei due prototipi fu portato in volo l'11 ottobre 1938 e già dalle prime prove i Whirlwind evidenziarono buone doti velocistiche e di maneggevolezza, ma misero ben presto in luce i limiti dei motori (una coppia di Rolls-Royce Peregrine) che denunciavano perdite di potenza alle quote superiori ai 20 000 ft (circa 6 100 m).

La soluzione dei problemi ai motori si rivelò un compito arduo (aggravata dalla difficoltà di approvvigionamento del particolare tipo di carburatori): la produzione del Whirlwind procedette a rilento e venne limitata a 112 esemplari di serie, prima che la Rolls-Royce decidesse di abbandonare lo sviluppo del Peregrine al fine di concentrare i propri sforzi produttivi sui motori Merlin e Griffon.

## Tecnica

Un Whirlwind Mark I, numero di serie P6969 e marche 'HE-V', del No. 263 Squadron RAF ad Exeter, in volo sopra la West Country.

Progettato da Teddy Petter (che firmerà in futuro altri prestigiosi progetti come l'English Electric Canberra, l'English Electric Lightning ed il Folland Gnat), il Whirlwind era l'espressione delle più avanzate tecnologie dell'epoca: la fusoliera era di tipo monoscocca ed il rivestimento era in duralluminio; il pilota sedeva in posizione molto avanzata, il che garantiva una visibilità eccellente, e la cabina di pilotaggio era una delle prime a copertura interamente vetrata.
Elemento caratteristico del velivolo erano gli impennaggi cruciforme (curiosamente somiglianti a quelli che appariranno successivamente nel Gloster Meteor) e le grandi gondole motore nelle semiali, che alloggiavano anche gli elementi anteriori del carrello (di tipo triciclo posteriore).
Anche i motori, due 12 cilindri a V Rolls-Royce Peregrine, incorporavano soluzioni estremamente avanzate: erano dotati di sistema di raffreddamento a liquido (acqua e glicole etilenico) pressurizzato, compressore volumetrico e carburatori a depressione.
Infine l'armamento era tra i più potenti allora impiegati, con 4 cannoncini aeronautici Hispano Mk. I calibro 20 mm, disposti all'estremità del muso del velivolo. Gli esemplari riconvertiti come cacciabombardieri, alloggiavano nelle semiali griglie per 2 o 4 bombe (per un totale di 1 000 lb)

## Impiego operativo
Nel luglio del 1940 (oltre 18 mesi dopo il primo volo), divenne operativo il primo Squadron da caccia equipaggiato con i Whirlwind (il 263th); ne sarebbe seguito solamente un secondo (il 137th Squadron) nel settembre del 1941. Tra l'altro l'elevata velocità di atterraggio del Whirlwind limitava il numero degli aeroporti dal quale il caccia della Westland poteva operare.
L'impiego come caccia ebbe vita molto breve e presto i Whirlwind furono destinati alla scorta dei bombardieri leggeri ed, in un secondo momento, direttamente a missioni di attacco al suolo (equipaggiati con 2 o 4 bombe in griglie subalari, fino ad un massimo di 1 000 lb).
In questa veste i Whirlwind presero parte alle missioni Rhubarb (operazioni oltre la Manica, che avevano come bersagli convogli ferroviari, aerei al suolo, navi nei porti, truppe e automezzi nemici).
Fuori produzione già dal 1942, nel dicembre del 1943 i Whirlwind furono definitivamente ritirati dalla prima linea e rimpiazzati dai più recenti Hawker Typhoon.

## Versioni
- Mk.I: Prima versione di serie, destinata all'impiego come intercettore. Costruita in 112[1] esemplari (oltre ai 2 prototipi, che ebbero denominazione di fabbrica P.9).
  - Mk.IA: Circa 67 esemplari di Mk.I vennero riconvertiti per l'impiego come cacciabombardieri; l'unica modifica consisteva nell'installazione di griglie subalari per l'alloggiamento del carico offensivo (2 o 4 bombe).

## Utilizzatori
Regno Unito
- Royal Air Force

## Galleria d'immagini

Tre Whirlwinds del N° 263 Squadron della RAF, reparto basato a Exeter, nel Devon.
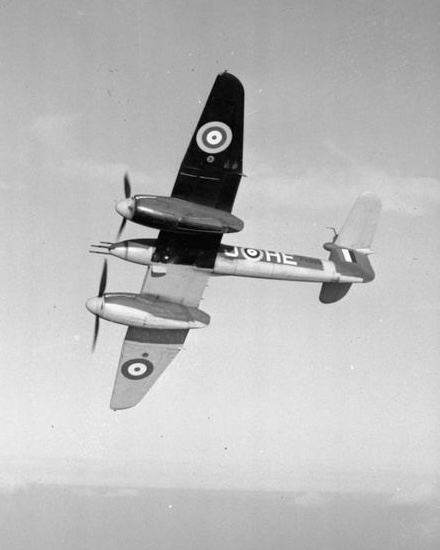
Il Whirlwind con le marche P6985 'HE-J', ancora del N° 263 Squadron della RAF
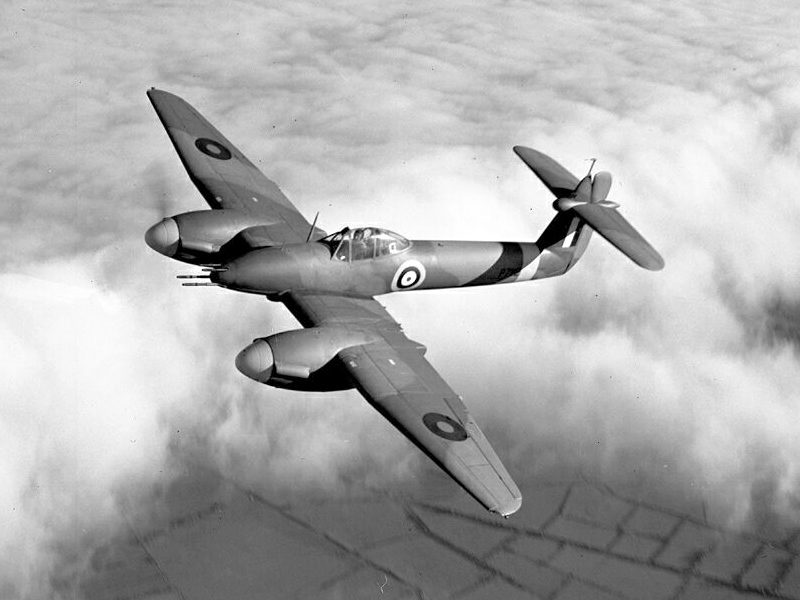
Il collaudatore della Westland, Harald Penrose, in volo con uno degli ultimi Whirlwind prodotti, marcato P7110.